# Kento Tsurumaki
Kento Tsurumaki (弦巻 健人 Tsurumaki Kento?, nacido el 29 de junio de 1987 en Niigata) es un exfutbolista japonés. Jugaba de centrocampista y su último club fue el Ayutthaya FC.

## Trayectoria

### Clubes
| Club                | País      | Año         |
| ------------------- | --------- | ----------- |
| Tokyo Verdy         | Japón     | 2005 - 2010 |
| Fagiano Okayama     | Japón     | 2007        |
| Mito HollyHock      | Japón     | 2008        |
| Matsumoto Yamaga FC | Japón     | 2010 - 2013 |
| Ayutthaya FC        | Tailandia | 2014        |

## Estadística de carrera

### J. League
| Club                | Año   | J. League | J. League | Copa J. League | Copa J. League | Total | Total |
| Club                | Año   | Part.     | Goles     | Part.          | Goles          | Part. | Goles |
| ------------------- | ----- | --------- | --------- | -------------- | -------------- | ----- | ----- |
| Tokyo Verdy         | 2005  | 2         | 0         | 0              | 0              | 2     | 0     |
| Tokyo Verdy         | 2006  | 0         | 0         | -              | -              | 0     | 0     |
| Tokyo Verdy         | 2007  | 0         | 0         | -              | -              | 0     | 0     |
| Mito HollyHock      | 2008  | 1         | 0         | -              | -              | 1     | 0     |
| Tokyo Verdy         | 2009  | 5         | 0         | -              | -              | 5     | 0     |
| Tokyo Verdy         | 2010  | 0         | 0         | -              | -              | 0     | 0     |
| Matsumoto Yamaga FC | 2012  | 32        | 3         | -              | -              | 32    | 3     |
| Matsumoto Yamaga FC | 2013  | 6         | 0         | -              | -              | 6     | 0     |
| Total               | Total | 46        | 3         | 0              | 0              | 46    | 3     |